# Obereopsis subternigra
Obereopsis subternigra är en skalbaggsart som beskrevs av Stefan von Breuning 1956. Obereopsis subternigra ingår i släktet Obereopsis och familjen långhorningar. Inga underarter finns listade i Catalogue of Life.